# Huracán Able (1950)
El huracán Able fue el primer ciclón tropical con nombre del océano Atlántico, así como el primero de los ocho grandes huracanes de la temporada de huracanes en el Atlántico de 1950. Los cazadores de huracanes, escuadrón encargado de la observación meteorológica in situ, confirmaron su formación el 12 de agosto. El huracán Able alcanzó rachas de viento de hasta 225 km/h e inicialmente amenazó con atravesar el archipiélago de las Bahamas. Sin embargo, finalmente se dirigió hacia el noroeste y, más tarde, hacia el nordeste. Tras rozar los Outer Banks y el cabo Cod, el Able tocó tierra en Nueva Escocia como una tormenta tropical rápidamente debilitada, disipándose finalmente el 22 de agosto tras haber cruzado Terranova.
El huracán dio lugar al despliegue de medidas preventivas en Bahamas y Florida, aunque finalmente no afectó a tal región. En Carolina del Norte, los vientos y olas alcanzaron la costa mientras que en la ciudad de Nueva York las intensas precipitaciones provocaron inundaciones. A lo largo del cabo Cod y Nantucket, el Able dio lugar a vientos de 95 km/h y a grandes olas y, en Nueva Inglaterra, provocó nueve muertes en accidentes de tráfico. En Canadá, el huracán acabó con la vida de dos personas y causó más de un millón de dólares canadienses en daños.

## Historia meteorológica

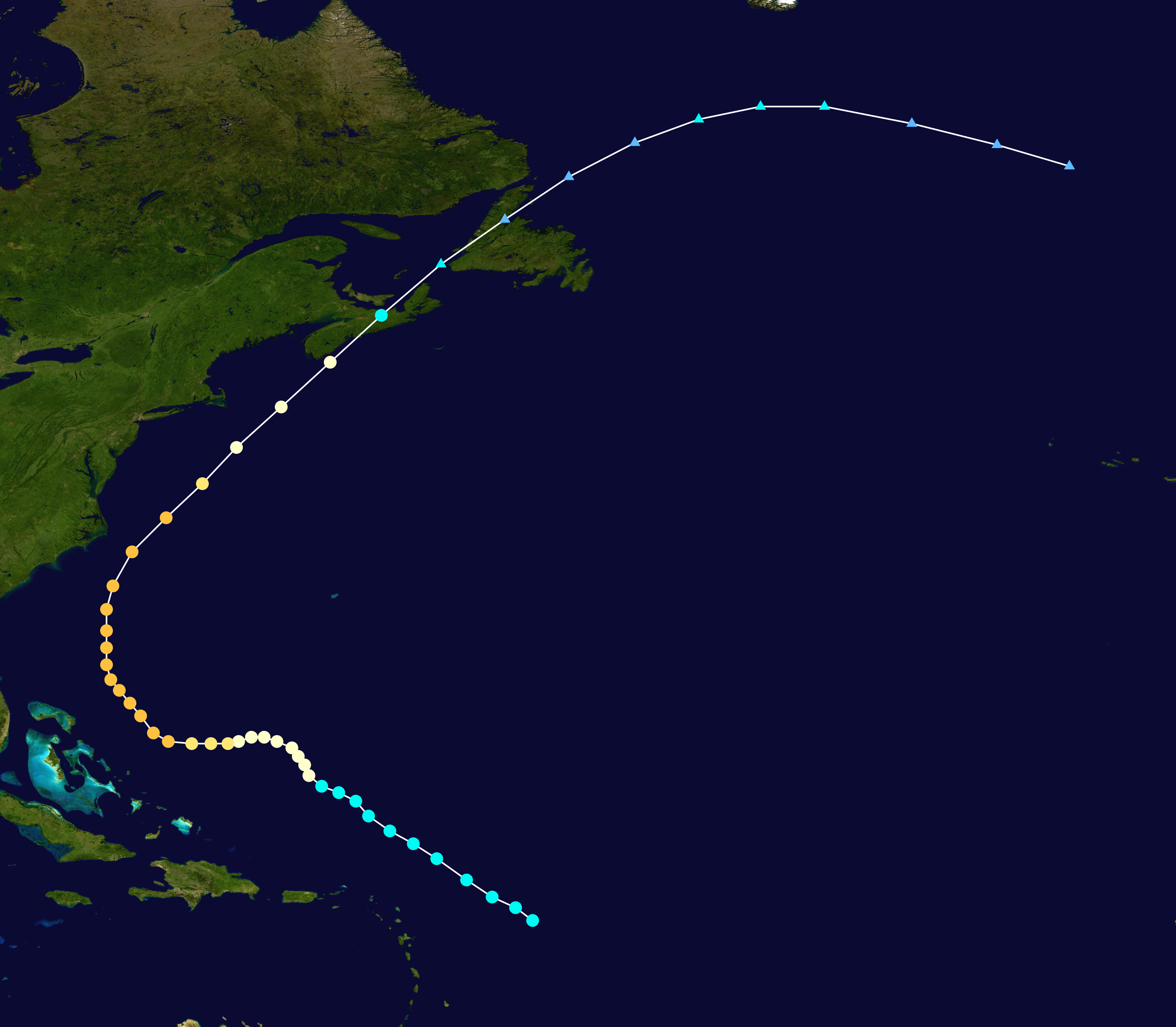
Trayectoria de la tormenta.

El principio de la temporada de huracanes de 1950 fue calificado como "extraordinariamente tranquilo" por el Servicio Meteorológico Nacional de Estados Unidos, sin actividad destacable hasta principios de agosto. Un escuadrón de los cazadores de huracanes voló hacia una onda tropical el 12 de agosto e indicó la formación de una tormenta tropical al este de las Antillas Menores; esta recibió el nombre de "Able", que es el primer nombre del alfabeto fonético conjunto Ejército/Armada. Tomó dirección noroeste a ritmo constante y alcanzó la categoría de huracán el 13 de agosto, al pasar al norte de las islas de Barlovento. El 16 de agosto, el huracán Able giró hacia el oeste y posteriormente hacia el sudoeste, debido a un sistema de altas presiones situado al norte. Al día siguiente, alcanzó el estatus de gran huracán y, el 18 de agosto, el Able llegó a contar con vientos de hasta 225 km/h. En su pico de intensidad la tormenta contaba con un diámetro de 565 km y una presión de 953 milibares, de acuerdo con los datos aportados por la nave de reconocimiento.
Durante este período, se creía que el Able continuaría en dirección oeste hacia Bahamas y Florida. Así pues, se trataba del huracán más fuerte que había amenazado la capital bahameña, Nassau, desde 1929. Sin embargo, el huracán giró hacia el noroeste, lo que libró al archipiélago de las ráfagas más intensas. El 19 de agosto, el Able viró hacia el norte y, al día siguiente, aceleró en dirección nordeste, pasando cerca de la costa en el cabo Hatteras (Carolina del Norte). Tras mantener los vientos de mayor intensidad durante 54 horas, el huracán Able comenzó a debilitarse el 20 de agosto, pasando al día siguiente por el cabo Cod. Afectó con vientos propios de huracán a Nueva Escocia antes de tocar tierra como una  tormenta tropical debilitada cerca de Halifax. Posteriormente, se convirtió en una depresión tropical y cruzó Terranova antes de disiparse el 22 de agosto al norte del océano Atlántico.

## Impacto y récords

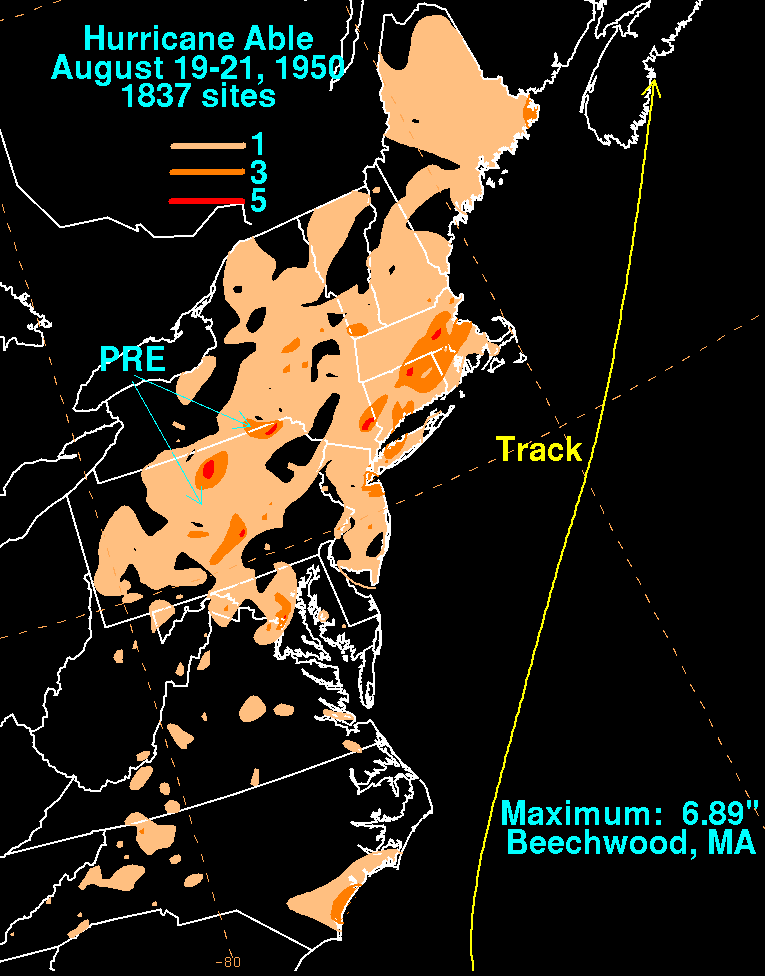
Total de precipitaciones causadas por Able en los Estados Unidos.

Cuando se esperaba que el huracán Able atravesase las Bahamas, la gente tomó medidas de precaución estándares tales como asegurar ventanas y amarrar los barcos en el puerto. Un crucero modificó su ruta de Bahamas a Nueva York. En Florida, la Fuerza Aérea de los Estados Unidos llevó a cabo preparativos para modificar los planes de vuelo de los aviones afectados, aunque finalmente el huracán no atravesó dicha zona. Más al norte, el Servicio Meteorológico Nacional de Estados Unidos activó alertas por tormentas desde Morehead City (Carolina del Norte) hasta la costa oriental de Virginia. Allí el huracán dio lugar a suaves vientos y fuertes olas,  produciéndose precipitaciones moderadas en la costa de Carolina del Norte. En el sur de Nueva Inglaterra, el Able descargó de 75 a 125 mm de agua. Dichas lluvias causaron un total de nueve siniestros mortales en las carreteras de tal región. El máximo de precipitaciones fue de 175 mm, cantidad registrada en Beechwood (Massachusetts). Por su parte, la ciudad de Nueva York se vio afectada por inundaciones en ciertas zonas. La tormenta produjo ráfagas de 90 km/h en Nantucket y el cabo Cod, así como fuertes corrientes y olas. En alta mar, las olas dañaron un carguero que se dirigía a Florida.
En Nueva Escocia, el Able produjo vientos huracanados, la única zona afectada que sufrió tales vientos, registrándose una ráfaga de 160 km/h en Halifax, así como fuertes precipitaciones, que sobrepasaron los 125 mm en el valle de Annapolis. En un principio desaparecieron tres navíos pesqueros en dicha región, aunque finalmente dos de ellos regresaron a puerto. El 22 de agosto, el tercero todavía se encontraba en paradero desconocido más allá del Gran Banco de Terranova, de modo que se puso en marcha una operación de rescate. Muchos otros botes chocaron contra la costa y dos niños murieron cuando se volcó su barca. Dos puentes y varias carreteras quedaron anegadas en dicha región y de igual modo ocurrió con las carreteras de Charlottetown (Isla del Príncipe Eduardo). En tierra, el Able provocó unos desperfectos estimados en más de un millón de dólares canadienses, la mitad de los cuales se centraron en el valle de Annapolis y se repartieron entre cosechas, infraestructuras e industrias pesqueras.
De 1950 a 1952, los nombres del alfabeto fonético conjunto Ejército/Armada se usaron por primera vez  para la nomenclatura de las tormentas del océano Atlántico. Able es el primer nombre de tal alfabeto y, por tanto, fue el primero usado oficialmente para un huracán del Atlántico. Asimismo, fue también el primero de los ocho grandes huracanes de la temporada de huracanes de 1950, que a 2012 sigue ostentando todavía el récord de más grandes huracanes en una misma temporada.